# Saint-Pardon-de-Conques
Saint-Pardon-de-Conques francia település Gironde megyében az Aquitania régióban. Lakosainak száma 639 fő (2022. január 1.).

## Földrajz
A település a Graves-szőlőültetvények között található.

## Adminisztráció
Polgármesterek:
- 2001–2014 Walter Gruber
- 2014–2020 Nathalie Charbonnier

## Demográfia
| Lakosok száma | 197  | 235  | 361  | 497  | 562  | 573  | 579  | 600  | 610  | 639  |
|               | 1968 | 1982 | 1990 | 2006 | 2013 | 2015 | 2017 | 2019 | 2020 | 2022 |

## Látnivalók
- Saint-Pardon templom, a 12-13. században épült
- Jaubertes kastély

### Galéria

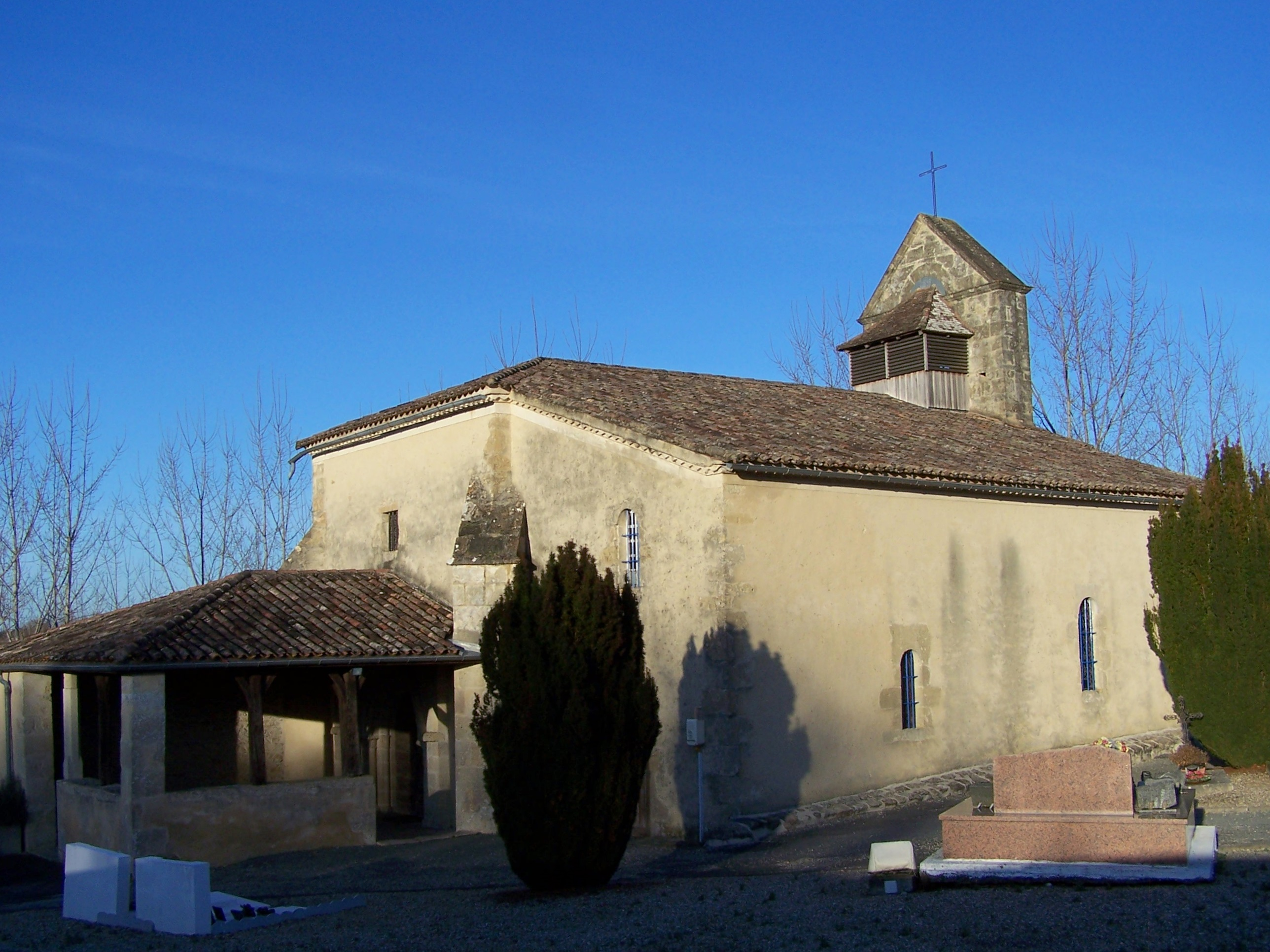
Saint-Pardon templom
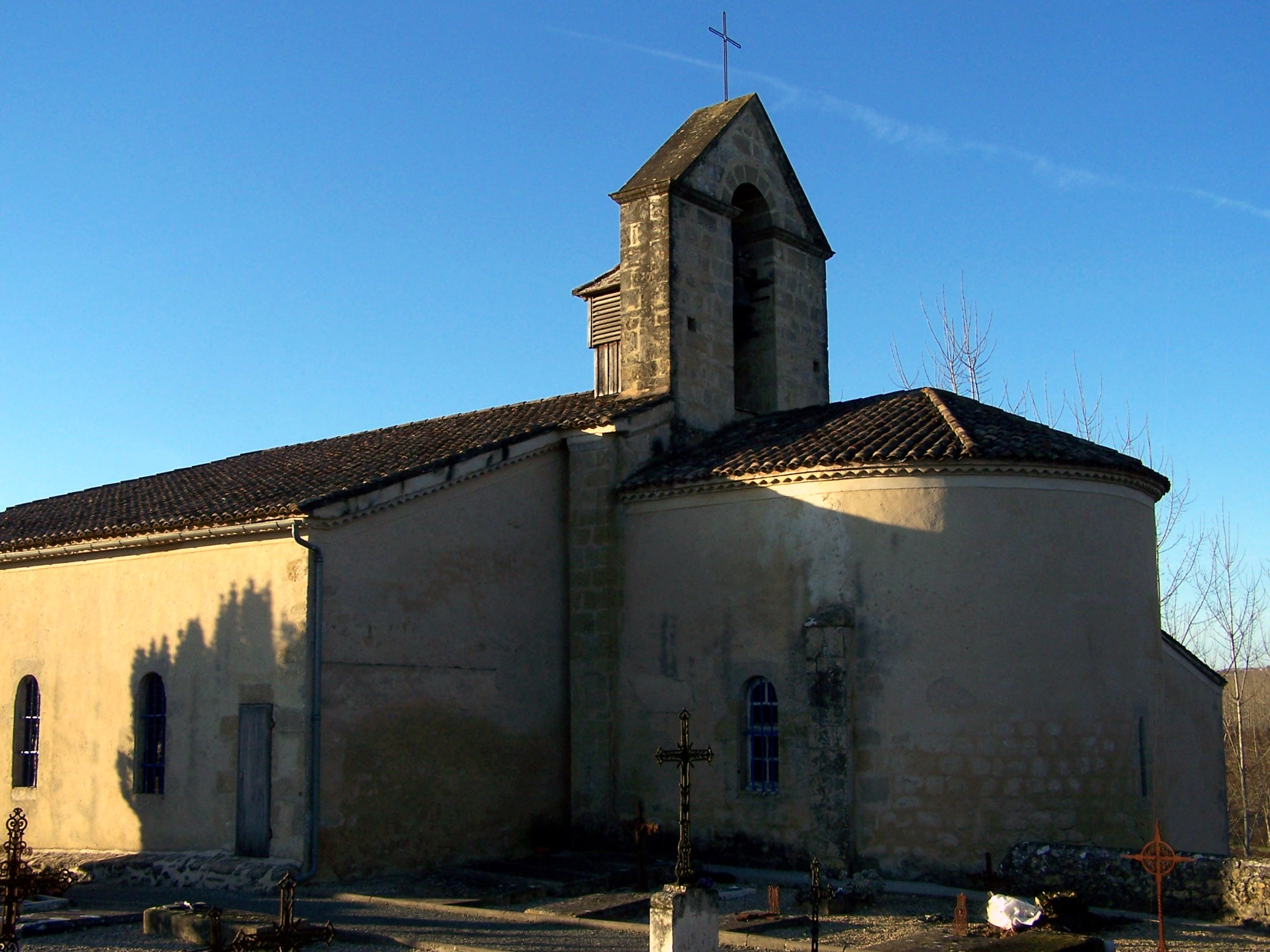
Saint-Pardon templom
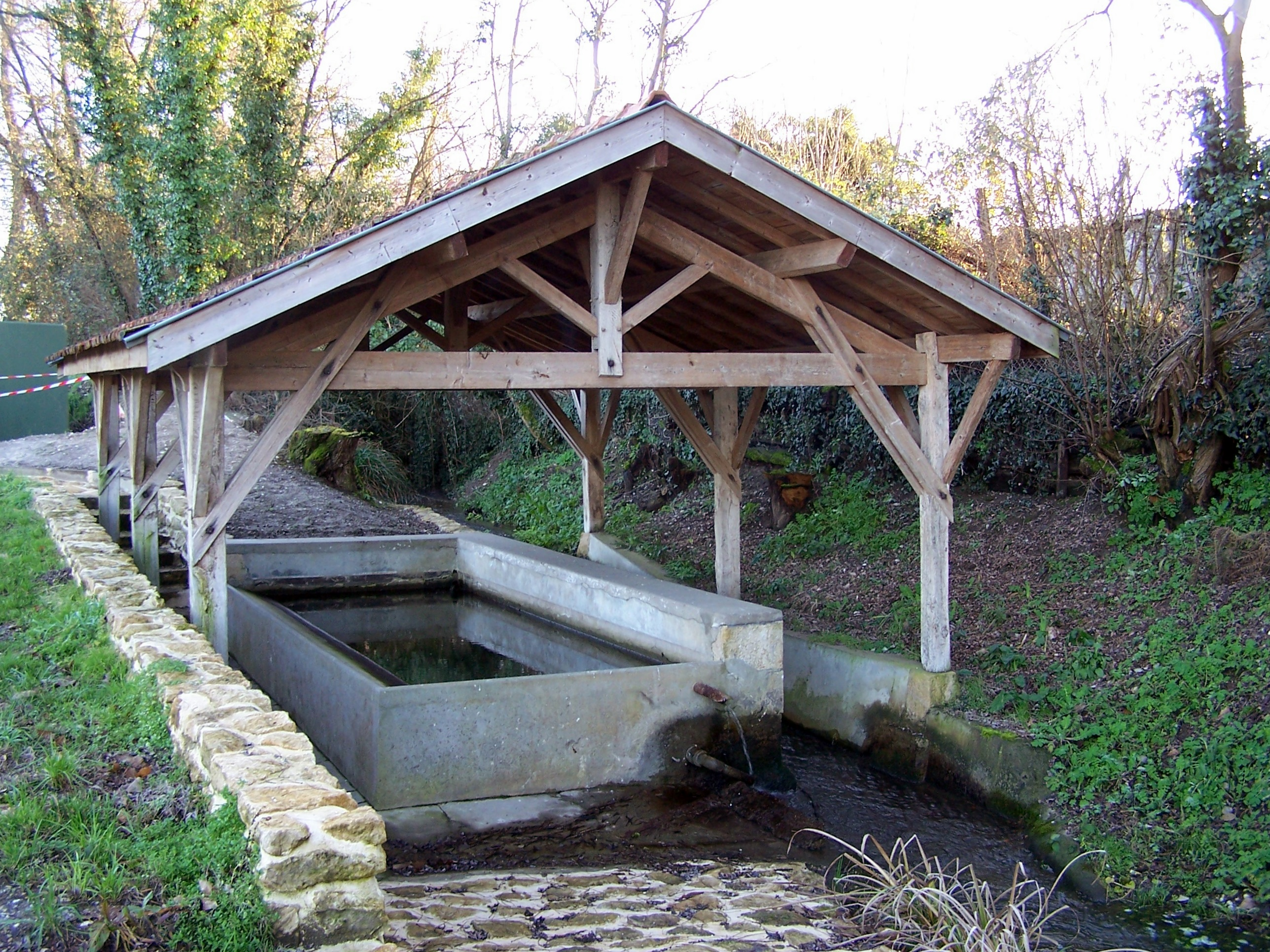
Mosoda
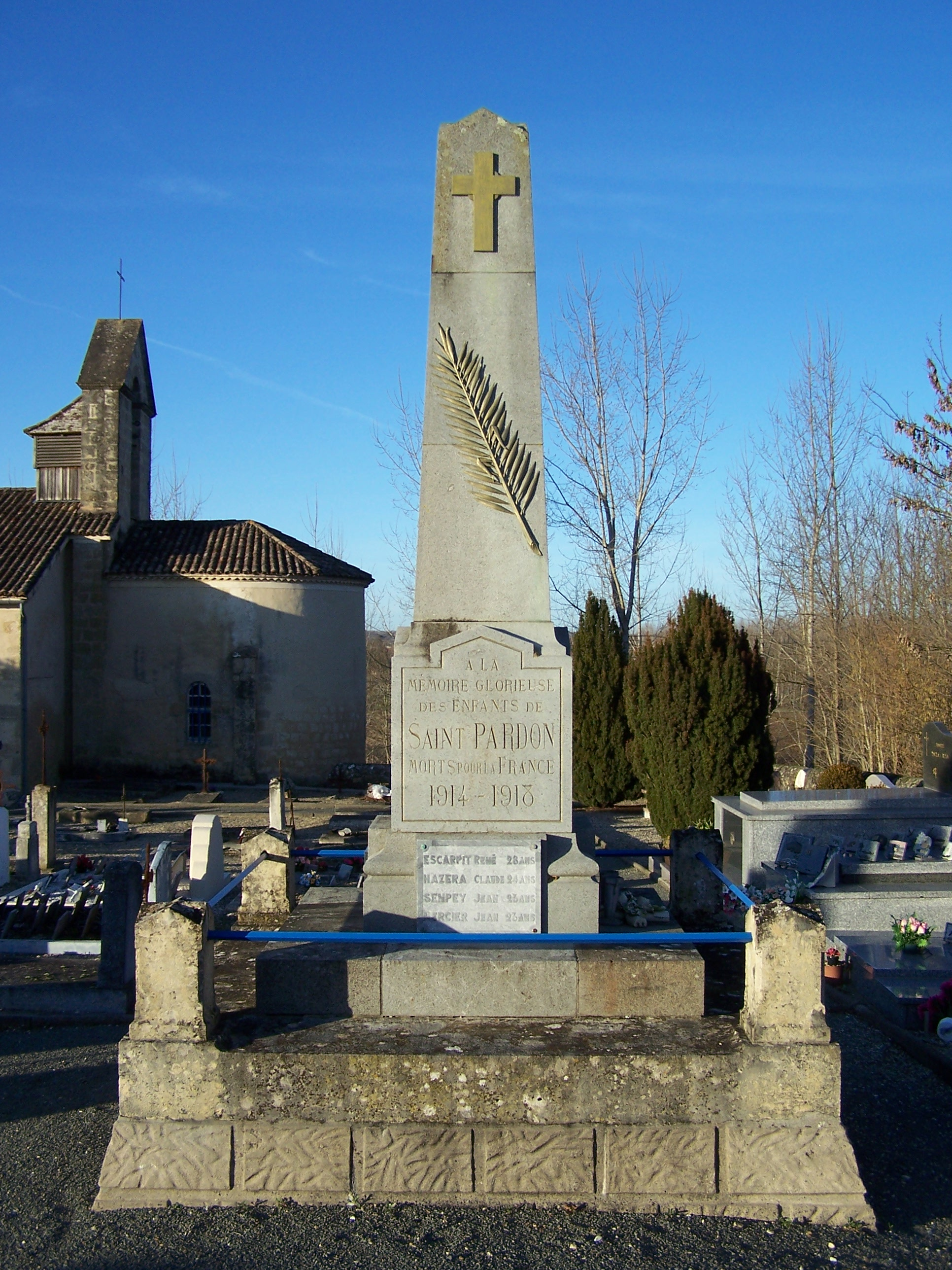
Háborús emlékmű